# Herbert Kleusberg
Herbert Kleusberg OBE (* 20. Januar 1914 in Berlin; † 5. August 1997 ebenda) war ein deutscher Arzt und Berliner Politiker (SPD).

## Leben
Herbert Kleusberg begann zunächst eine Verwaltungslehre, die er 1936 wegen des Eintritts in die Wehrmacht abbrach. 1943 legte er das Abitur ab und begann ein Medizinstudium, das er auch nach der Entlassung aus dem Wehrdienst wegen einer Verwundung fortsetzte. 1949 wurde er zum Dr. med. promoviert und arbeitete an verschiedenen Krankenhäusern. 1956 wurde er Facharzt für Innere Medizin, 1959 Sportarzt und 1960 erwarb er die Befähigung zum Amtsarzt. Nach mehrjähriger Tätigkeit als Referent beim Gesundheitsamt Berlin-Reinickendorf trat er 1964 eine Stelle als stellvertretender Amtsarzt beim Gesundheitsamt Berlin-Schöneberg an und wurde zum Obermedizinalrat ernannt. 1960 begleitete er die deutschen Ruderer als Mannschaftsarzt bei den Olympischen Sommerspielen 1960 in Rom.
Kleusberg war nach dem Zweiten Weltkrieg der SPD beigetreten, für die er ab 1956 als Bürgerdeputierter und von 1958 bis 1962 als Bezirksverordneter in der Bezirksverordnetenversammlung von Berlin-Spandau tätig war. 1961 rückte er für den verstorbenen Paul Hertz in das Abgeordnetenhaus von Berlin nach, dem er bis 1967 angehörte.
1967 wurde Kleusberg zum Bezirksbürgermeister von Berlin-Spandau gewählt. Dieses Amt übte er bis zum Eintritt in den Ruhestand im Jahr 1979 aus. In seine Amtszeit fielen u. a. der Bau der U-Bahn und die Sanierung der Spandauer Altstadt. Für seine Verdienste um die Beziehungen zur britischen Schutzmacht wurde er 1976 als erster Berliner mit dem Order of the British Empire ausgezeichnet. 1979 erhielt er das Bundesverdienstkreuz 1. Klasse und 1980 wurde er zum Stadtältesten von Berlin ernannt.

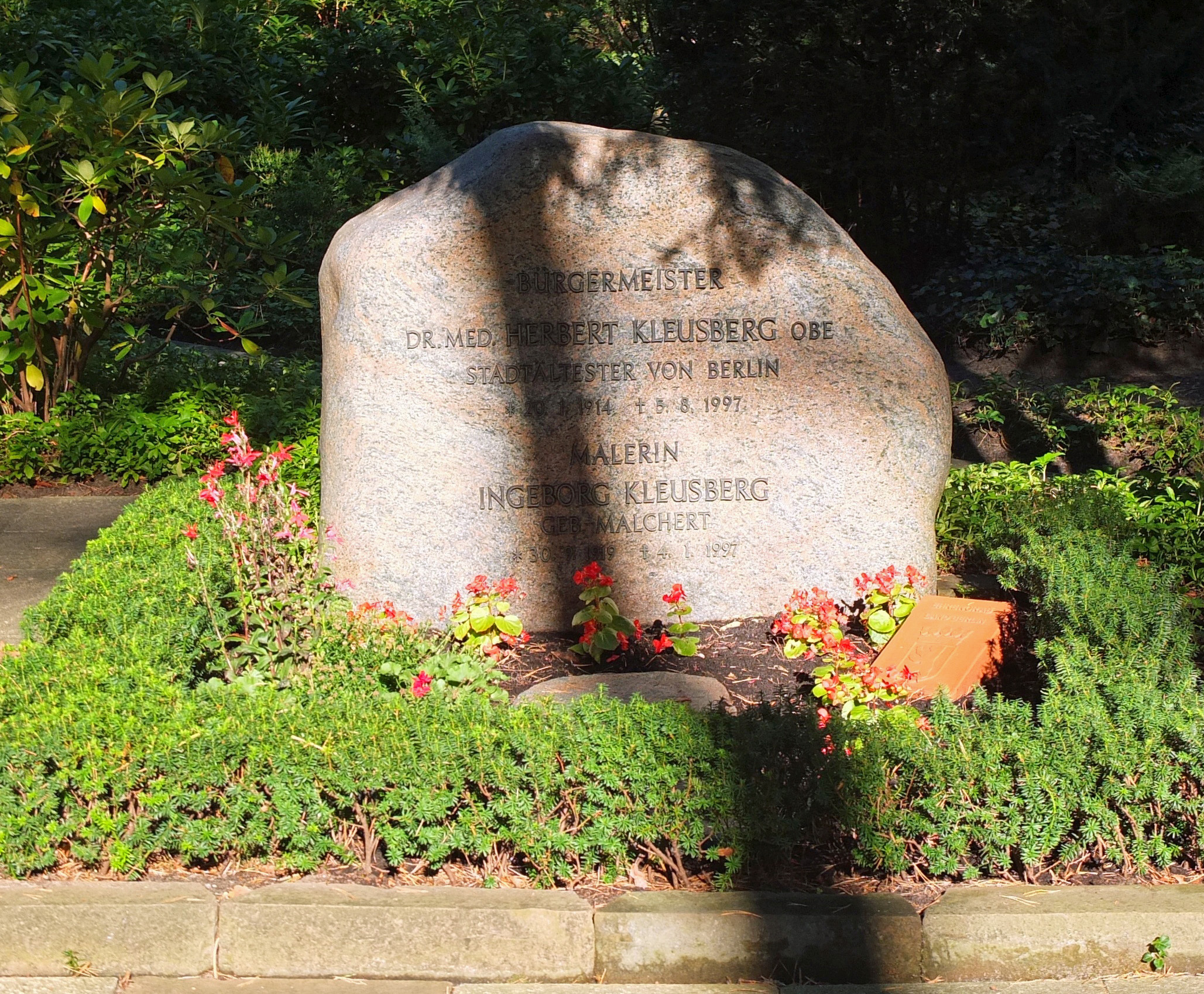
Grabstätte

Seit März 1944 war Kleusberg mit der Malerin Ingeborg, geb. Malchert, verheiratet, die im Januar 1997 starb. Sein Ehrengrab befindet sich im Bürgermeisterfeld auf dem Friedhof In den Kisseln.
Kleusbergs schriftlicher Nachlass befindet sich im Landesarchiv Berlin. Das Vermögen des Ehepaares ging in der Dr.Herbert und Ingeborg Kleusberg Stiftung bei der Arbeiterwohlfahrt auf.

## Ehrungen
- Obermedizinalrat (1964)
- Ehrenoffizier des Order of the British Empire (1976)
- Bundesverdienstkreuz 1. Klasse (1979)
- Stadtältester von Berlin (1980)
- Benennung eines Teils des Uferwanderwegs an der Havel (2005)